# Roccamorice
Roccamorice ist eine Gemeinde mit 867 Einwohnern und liegt in der Nähe von Abbateggio und Lettomanoppello in der Provinz Pescara in Italien. Das gesamte Territorium der Gemeinde liegt innerhalb der Grenzen des Nationalparks Majella.

## Geografie
Die Gemeinde erstreckt sich über ca. 24 km².
Zu den Ortsteilen (Fraktionen) zählen Collarso, Pagliari und Piano delle Castagne.
Die Nachbargemeinden sind: Abbateggio, Caramanico Terme, Lettomanoppello, Pennapiedimonte und Pretoro.

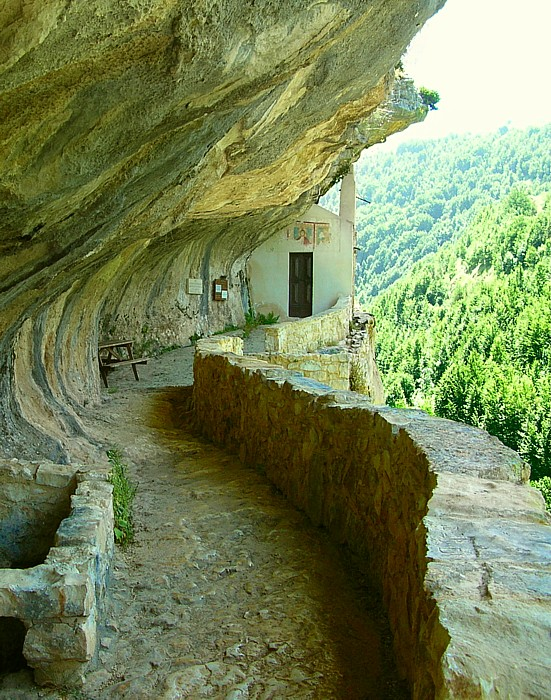
Die Eremitage San Bartolomeo

## Sehenswertes
- Die Eremitage San Bartolomeo

## Kulinarische Spezialitäten
In der Umgebung der Gemeinde werden Reben der Sorte Montepulciano für den DOC-Wein Montepulciano d’Abruzzo angebaut.